# Eudromia
Genre
Eudromia est un genre d'oiseaux d'Amérique du Sud appartenant à la famille des Tinamidae.

## Liste des espèces
Selon la classification de référence du Congrès ornithologique international (version 15.1, 2025) :
- Eudromia elegans Geoffroy Saint-Hilaire, I, 1832 — Tinamou élégant ;
- Eudromia formosa (Lillo, 1905) — Tinamou superbe.